# هواوي E220

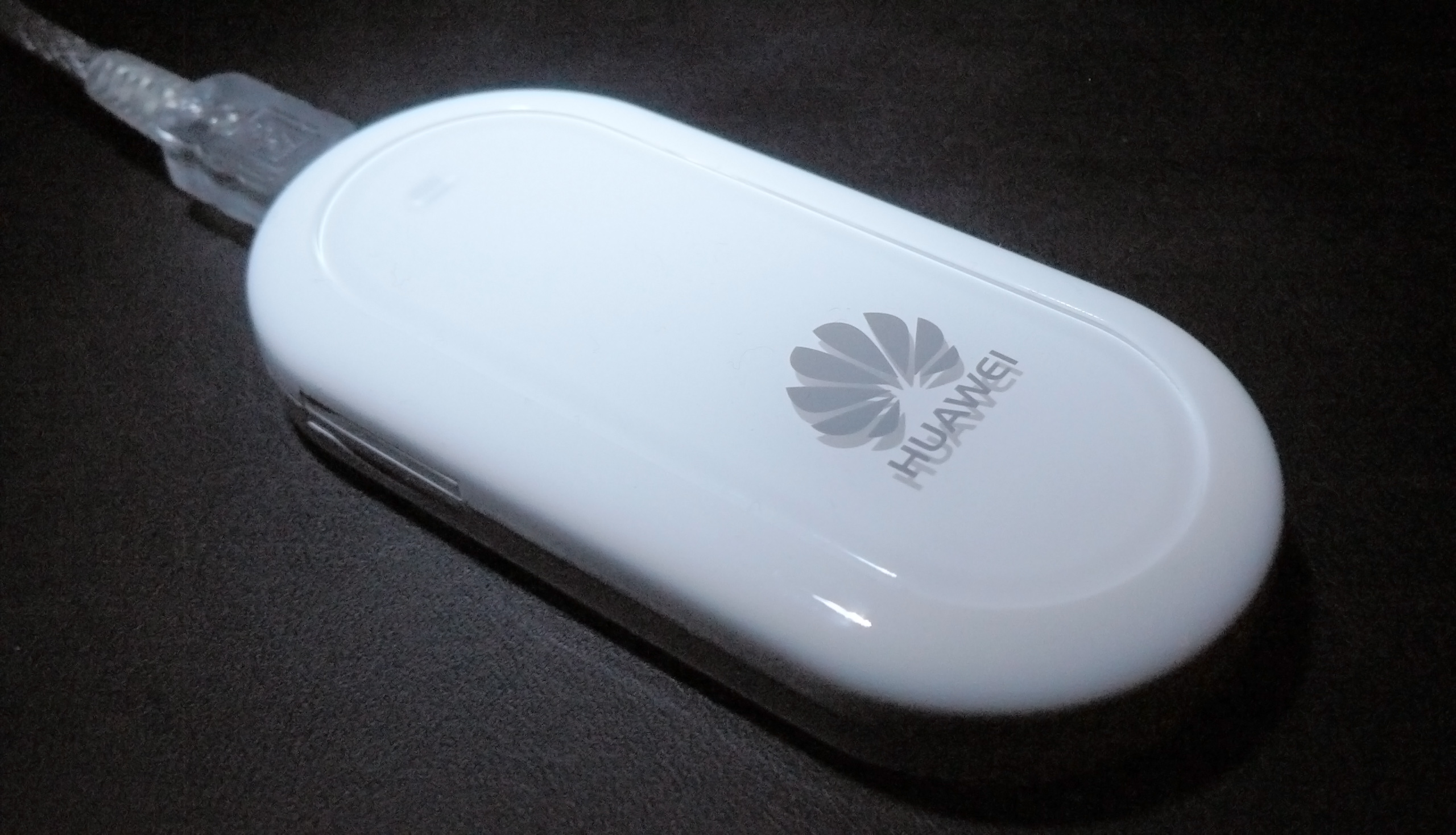
وهواوي E220 مودم يو إس بي

وهواوي E220 هو جهاز (مودم يو إس بي) (بالإنجليزية: USB modem)‏ مصنعة من قبل شركة هواوي. يتم استخدام الجهاز للوصول إلى إنترنت لاسلكية باستخدام 3.5G ، 3G ، 2G أو شبكات الهواتف النقالة. يعمل بشكل جيد مع نظام لينكس 2.6.20. معظم مشغلي شبكات الجيل الثالث 3G حزمة الجهاز مع عقد ، مع بعض
مشغلي سيم قفل الجهاز
يعمل بشكل جيد مع لينكس، وتقديم الدعم لتم إضافته في نواة لينكس 2.6.20، ولكن هناك حلول لتوزيع مع كبار السن الألباب. كما يجري اعتماد البطاقة عن طريق فودافون موبايل سائق توصيل بطاقة لينكس، وأنه من الممكن لمراقبة قوة الإشارة من خلال تطبيقات لينكس  الأخرى.